# Creobroter granulicollis
Creobroter granulicollis är en bönsyrseart som beskrevs av Henri Saussure 1870. Creobroter granulicollis ingår i släktet Creobroter och familjen Hymenopodidae. Inga underarter finns listade i Catalogue of Life.